# Fenit Island
Fenit Island är en ö i republiken Irland.   Den ligger i grevskapet Ciarraí och provinsen Munster, i den sydvästra delen av landet, 270 km väster om huvudstaden Dublin. Arean är 1,9 kvadratkilometer.
Terrängen på Fenit Island är mycket platt. Öns högsta punkt är 11 meter över havet. Den sträcker sig 2,4 kilometer i nord-sydlig riktning, och 1,8 kilometer i öst-västlig riktning.